# 心瓣黑顶黄堇
心瓣黑顶黄堇（学名：Corydalis nigroapiculata var. erosipetala）为罂粟科紫堇属下的一个变种。

## 扩展阅读
- 維基物種上的相關：心瓣黑顶黄堇